# 三氟乙醛肟
三氟乙醛肟是一种有机化合物，化学式为C2H2F3NO。它可由2,2,2-三氟-1,1-乙二醇和羟胺反应制得。它和N-溴代丁二酰亚胺反应，可以得到2,2,2-三氟-1-溴乙醛肟。它和苯乙炔、二乙酸碘苯反应，可以得到5-苯基-3-三氟甲基异𫫇唑。